# 1042 (szám)
Az 1042 (római számmal: MXLII) az 1041 és 1043 között található természetes szám.

## A szám a matematikában
A tízes számrendszerbeli 1042-es a kettes számrendszerben 10000010010, a nyolcas számrendszerben 2022, a tizenhatos számrendszerben 412 alakban írható fel.
Az 1042 páros szám, összetett szám, félprím. Kanonikus alakja 21 · 5211, normálalakban az 1,042 · 103 szorzattal írható fel. Négy osztója van a természetes számok halmazán, ezek növekvő sorrendben: 1, 2, 521 és 1042.
Az 1042 egyetlen szám valódiosztó-összegeként áll elő, ez a 2078.

## Csillagászat
- 1042 Amazone kisbolygó